# Pasme domačih prašičev
Pasme domačih prašičev so skupine tesno sorodnih in vidno podobnih vrst domačih prašičev (Sus scrofa domesticus). Izvirna vrsta domačih prašičev je ena: to je divja svinja (Sus scrofa), ki je razširjena v Evropi, Aziji, severni Afriki in Indoneziji. 

## Delitev pasem
- Delitev pasem glede na glavni proizvod: mastne pasme, mesno-mastne pasme, mesnate pasme
- Delitev pasem po zunanjih znakih kot je barva ščetin (bele, pisane, črne, rdeče ...), dolžina glave (dolgoglave, kratkoglave), lega ušes (viseča, polviseča, pokončna)
- Delitev pasem po geografskem kraju nastanka:

- angleške pasme prašičev,
- danske pasme prašičev,
- nemške pasme prašičev,
- slovenske pasme prašičev, ...

### Sodobne pasme prašičev
- Danska landrace
- Duroc
- Nemška landrace
- Pietrain
- Švedska landrace
- Veliki beli prašič ali veliki jorkšir (Large White)

### Avtohtona slovenska pasma prašičev
- krškopoljski prašič ali krškopoljski (črnopasasti) prašič[1]
- gorenjski črnolisasti prašič ali gorenjski črnolisasti (črnopikasti) prašič[2]
- solčavski domači črni prašič[2]

### Slovenske tradicionalne pasme prašičev
- Slovenska landrace (linija 11)
- Slovenska landrace (linija 55)
- Large white (linija 22)

## Seznam referenc
1. ↑  Kastelic, Andrej; Šalehar, Andrej; Malovrh, Špela. »prispevek o razvoju pasme krškopoljski prašič« (PDF). Univerza v Ljubljani, Biotehniška fakulteta, Oddelek za zootehniko (Enota za prašičerejo, biometrijo in selekcijo). Pridobljeno 1. marca 2010.[mrtva povezava]
2. 1 2  Šalehar, Andrej. »gorenjski črnolisasti (črnopikasti) prašič« (PDF). Univerza v Ljubljani, Biotehniška fakulteta, Oddelek za zootehniko (Enota za prašičerejo, biometrijo in selekcijo). Pridobljeno 1. marca 2010.[mrtva povezava]